# François Houtart-Cossée
 (janvier 2019).
François Emmanuel Henri Houtart, aussi appelé Houtart-Cossée, (Jumet, 6 février 1802 - Aiseau, 15 mai 1876) fut un industriel et sénateur belge.

## Parcours
François Houtart est le fils de Emmanuel Houtart (1764-1835), industriel verrier, et de Marie-Antoinette Monseu (1774-1860). Il est marié avec Fulvie Cossée (1808-1887).
Il fut lui-même actif dans l'industrie verrière :
- fondateur de la Compagnie des Verreries de Mariemont (1828-1843),
- directeur-général de la Manufacture de glaces, verres à vitre, cristaux et gobeleteries (1836-1837),
- directeur des Verreries de Jumet (1837-1843),
- fondateur et directeur général de la Manufacture des Glaces de Sainte-Marie d'Oignies (1843-1876), sur l'ancien site du prieuré d'Oignies.
- administrateur des Forges, Usines et Fonderies de Haine-Saint-Pierre.

De 1848 à 1860, il est conseilleur provincial hennuyer et, de 1841 à 1844, conseiller communal et échevin d'Haine-Saint-Pierre.
En 1863, il est choisi comme sénateur catholique pour l'arrondissement de Charleroi, mandat qu'il exerce jusqu'en 1874.